# سيرة عليا (مقاطعة دورود)
سيرة عليا (بالفارسية: سیره علیا) هي قرية تقع في قسم حشمت‌آباد الريفي (مقاطعة دورود) في إيران. يقدر عدد سكانها بـ 25 نسمة .